# 米克利斯科耶湖
61°43′0″N 33°1′0″E / 61.71667°N 33.01667°E
米克利斯科耶湖（俄语：Миккельское），是俄羅斯的湖泊，位於該國西北部，由卡累利阿共和國負責管轄，長3.2公里、寬2.7公里，面積6.6平方公里，湖岸線長度4.9公里，集水區面積231平方公里，海拔高度95米，平均水深1.7米，最大水深2.4米。